# Іґарасі Тіхіро
Іґарасі Тіхіро (24 травня 1995) — японська плавчиня.
Учасниця Олімпійських Ігор 2016 року.
Призерка Чемпіонату світу з плавання на короткій воді 2016 року.
Переможниця Азійських ігор 2018 року.
Переможниця літньої Універсіади 2017 року.